# 扎波罗热州州长
扎波罗热州州长（烏克蘭語：Запорізька обласна державна адміністрація）是扎波罗热州行政部门的负责人。该职位由乌克兰总统任命。现任州长为伊万·费多罗夫。